# Phạm Gia võ phái
Phạm Gia võ phái là một môn võ được lão võ sư Phạm Cô Gia thành lập năm 1940 trên cơ sở kết lọc võ thuật truyền thống gia đình, các bài quyền và binh khí của võ Bình Định. Võ phái Phạm Gia nổi tiếng nhờ các bài Phạm Gia kiếm pháp, bao gồm các động tác kiếm thuật mới lạ và Phạm Gia quyền pháp với các đòn thế tự vệ sắc sảo. Từ năm 1990, Phạm Gia võ phái gia nhập Liên đoàn võ thuật cổ truyền Việt Nam. Hiện nay, võ phái hoạt động chủ yếu tại Thành phố Hồ Chí Minh.